# АЕС Фанченган
Атомна електростанція Фанченган (спрощ.: 防城港核电站; кит. трад.: 防城港核電站; піньїнь: Fángchénggǎng hédiànzhàn), також відома як АЕС Фанченган Хунша (спрощ.: 防城港红沙核电站; кит. трад.: 防城港紅沙核電站), це атомна електростанція у Фанченгані, поблизу села Хунша (спрощ.: 红沙村; кит. трад.: 紅沙村), автономний район Гуансі у Китайській Народній Республіці. Загалом на майданчику Фанченган планується побудувати шість реакторів. Обидва енергоблоки 1 і 2 – це CPR-1000, блоки 3–4 – Хуалун 1, блоки 5–6 також плануються як реактори Хуалун 1. Фанченган 3 і 4 будуть еталонними блоками для запропонованої станції Bradwell B у Сполученому Королівстві.
Станція розташована приблизно за 54 кілометри від кордону з В'єтнамом. Це проєкт Guangxi Fangchenggang Nuclear Power Group, спільного підприємства між China Guangdong Nuclear Power Co (CGNPC) і Guangxi Investment Group.
25 жовтня 2015 року енергоблок № 1 підключено до електромережі. З 1 січня 2016 року енергоблок № 1 введено в промислову експлуатацію.
Будівельні роботи на 3-му енергоблоці почалися в грудні 2015 року. Перша бетонна заливка енергоблоку 3 відбулася 24 грудня 2015 року. Перший бетон для енергоблоку № 4 надійшов через рік, 23 грудня 2016 року.

## Інформація про реактори
| Блок        | Тип /Модель    | Чиста потужність | загальна потужність | Термічна потужність | Початок будівництва | Перша критичність | Підключення до мережі | Комерційна діяльність | Зауваження    |
| ----------- | -------------- | ---------------- | ------------------- | ------------------- | ------------------- | ----------------- | --------------------- | --------------------- | ------------- |
| Черга I     |                |                  |                     |                     |                     |                   |                       |                       |               |
| Фанченган 1 | PWR / CPR-1000 | 1000 МВт         | 1086 МВт            | 2905 МВт            | 2010-07-30          | 2015-10-13        | 2015-10-25            | 2016-01-01            | [ 9 ]         |
| Фанченган 2 | PWR / CPR-1000 | 1000 МВт         | 1086 МВт            | 2905 МВт            | 2010-12-23          | 2016-06-29        | 2016-07-15            | 2016-10-01            | [ 10 ]        |
| Черга II    |                |                  |                     |                     |                     |                   |                       |                       |               |
| Фанченган 3 | PWR / HPR-1000 | 1000 МВт         | 1180 МВт            | 3150 МВт            | 2015-12-24          | 2022-12-27        | 2023-01-10            | 2023-03-25            | [ 11 ] [ 12 ] |
| Фанченган 4 | PWR / HPR-1000 | 1000 МВт         | 1180 МВт            | 3150 МВт            | 2016-12-23          | 2024-04-03        | 2024-04-09            | 2024-05-25            | [ 13 ]        |
| Фанченган 5 | PWR / HPR-1000 | 1000 МВт         | 1180 МВт            | 3150 МВт            |                     |                   |                       |                       | [ 14 ]        |
| Фанченган 6 | PWR / HPR-1000 | 1000 МВт         | 1180 МВт            | 3150 МВт            |                     |                   |                       |                       | [ 14 ]        |